# Fria (plaats)
Fria is een stad in Guineese regio Boké.
Fria telde in 1996 bij de volkstelling 44.369 inwoners.